# مصدر أولي

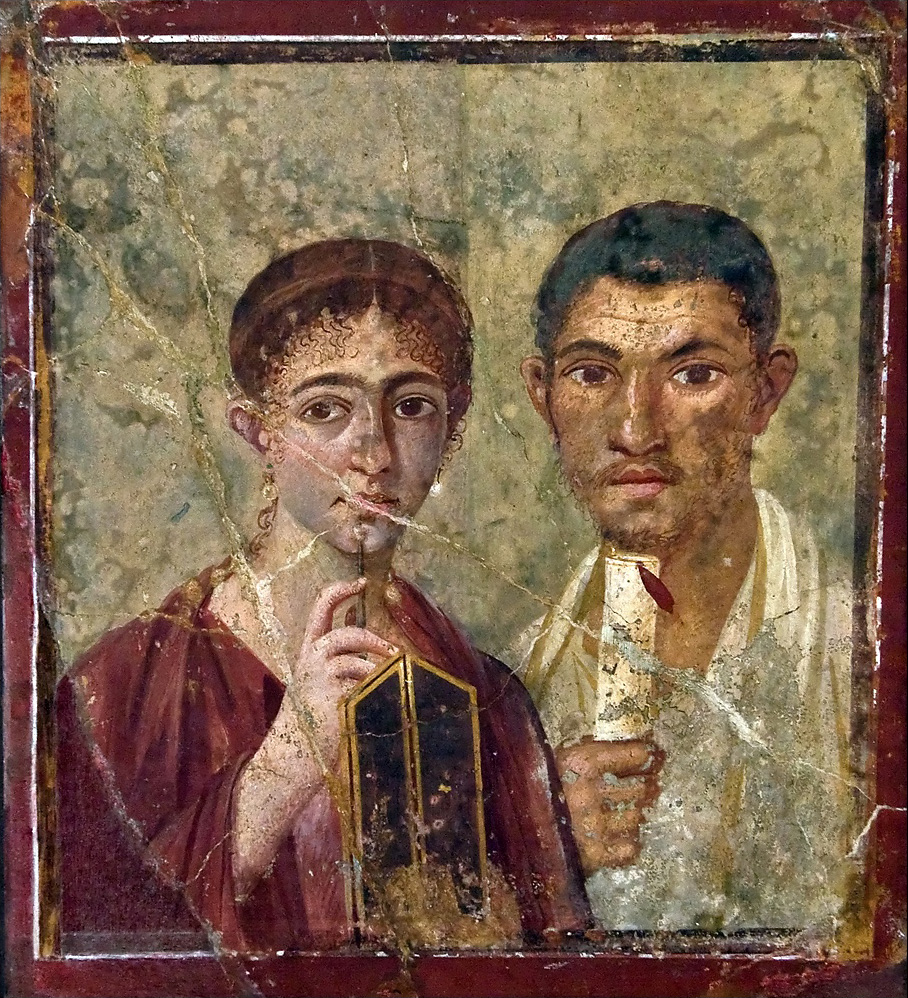
هذه اللوحة الجدارية التي تم العثور عليها في مدينة بومبي الرومانية هي مثال على مصدر أساسي عن الناس في بومبي في العصر الروماني. (صورة لباكيوس بروكولو)

في دراسة التاريخ كنظام أكاديمي، يكون المصدر الأساسي (ويسمى أيضًا المصدر الأصلي أو المصدر الأولي) عبارة عن قطعة أثرية أو وثيقة أو يوميات أو مخطوطة أو سيرة ذاتية أو تسجيل أو أي مصدر آخر للمعلومات تم إنشاؤه في الوقت قيد الدراسة. إنه بمثابة مصدر أصلي للمعلومات حول الموضوع. يمكن استخدام تعريفات مماثلة في علم المكتبات، ومجالات أخرى من المعرفة، على الرغم من أن المجالات المختلفة لها تعريفات مختلفة إلى حد ما. في الصحافة، يمكن أن يكون المصدر الأساسي شخصًا لديه معرفة مباشرة بموقف ما، أو مستند مكتوب بواسطة مثل هذا الشخص.
يتم تمييز المصادر الأصلية عن المصادر الثانوية، التي تستشهد بالمصادر الأولية أو تعلق عليها أو تبني عليها. بشكل عام، تعتبر معلوماتها واقعية لكن من المحتمل تعرضها للتحريف والتشويه مع إدراك متأخر بأنها ثانوية. قد يكون المصدر الثانوي أيضًا مصدرًا أوليًا اعتمادًا على كيفية استخدامه. على سبيل المثال، يمكن اعتبار المذكرات مصدرًا أساسيًا في البحث المتعلق بمؤلفها أو عن أصدقائه المميزين بداخلها، لكن المذكرات نفسها ستكون مصدرًا ثانويًا إذا تم استخدامها لفحص الثقافة التي عاش فيها مؤلفها. يجب فهم «أساسي» و «ثانوي» على أنهما مصطلحات نسبية، مع تصنيف المصادر وفقًا لسياقات تاريخية محددة وما يتم دراسته.:118–246

## أهمية تصنيف المصدر

### التاريخ
في الكتابة العلمية، يتمثل أحد الأهداف المهمة لتصنيف المصادر في تحديد استقلاليتها وموثوقيتها. في سياقات مثل الكتابة التاريخية، يُنصح دائمًا باستخدام المصادر الأصلية وأنه «إذا لم يكن أي منها متاحًا، فإنه فقط بحذر شديد يمكن [المؤلف] المضي قدمًا في استخدام المصادر الثانوية». يعتقد سريدهاران (Sreedharan) أن المصادر الأصلية لها صلة مباشرة بالماضي وأنها «تتحدث عن نفسها» بطرق لا يمكن التقاطها من خلال تصفية المصادر الثانوية.

### مجالات أخرى
في الكتابة العلمية، الهدف من تصنيف المصادر هو تحديد استقلالية وموثوقية المصادر. على الرغم من أن المصطلحين المصدر الأساسي و المصدر الثانوي نشأتا في علم التأريخ [بحاجة لمصدر] كوسيلة لتتبع تاريخ الأفكار التاريخية، فقد تم تطبيقها على العديد من المجالات الأخرى. على سبيل المثال، يمكن استخدام هذه الأفكار لتتبع تاريخ النظريات العلمية والعناصر الأدبية وغيرها من المعلومات التي تنتقل من مؤلف إلى آخر.
في الأدبيات العلمية، المصدر الأساسي هو النشر الأصلي للبيانات والنتائج والنظريات الجديدة للعالم. في التاريخ السياسي، المصادر الأولية هي وثائق مثل التقارير الرسمية، والخطب، والنشرات، والملصقات، أو رسائل المشاركين، ونتائج الانتخابات الرسمية وروايات شهود العيان. في تاريخ الأفكار أو التاريخ الفكري، المصادر الأولية الرئيسية هي الكتب والمقالات والرسائل التي كتبها المثقفون. قد يكون من بين هؤلاء المثقفين مؤرخين، الذين تعتبر كتبهم ومقالاتهم مصادر أولية للمؤرخ الفكري، على الرغم من أنها مصادر ثانوية في مجالات موضوعية خاصة بهم. في التاريخ الديني، المصادر الأساسية هي النصوص الدينية وأوصاف الاحتفالات والطقوس الدينية.
يمكن أن تشمل دراسة التاريخ الثقافي مصادر خيالية مثل الروايات أو المسرحيات. بمعنى أوسع تشمل المصادر الأولية أيضًا القطع الأثرية مثل الصور الفوتوغرافية أو الأفلام الإخبارية أو العملات المعدنية أو اللوحات أو المباني التي تم إنشاؤها في ذلك الوقت. قد يأخذ المؤرخون أيضًا القطع الأثرية والتقارير الشفوية والمقابلات في الاعتبار. يمكن تقسيم المصادر المكتوبة إلى ثلاثة أنواع.
- المصادر السردية (Narrative sources) أو المصادر الأدبية (literary sources) تحكي قصة أو رسالة. وهي لا تقتصر على المصادر الخيالية (والتي يمكن أن تكون مصادر معلومات للمواقف المعاصرة) ولكنها تشمل اليوميات والأفلام والسير الذاتية والأعمال الفلسفية الرائدة والأدبيات العلمية.
- المصادر الدبلوماسية (Diplomatic sources) تشمل المواثيق والمستندات القانونية الأخرى التي تتبع عادةً تنسيقًا محددًا.
- المستندات الاجتماعية (Social documents) هي سجلات أنشأتها المنظمات، مثل سجلات المواليد وسجلات الضرائب.

في التأريخ، عندما تخضع دراسة التاريخ للتدقيق التاريخي، يصبح المصدر الثانوي هو المصدر الأساسي. بالنسبة لسيرة مؤرخ، ستكون منشورات ذلك المؤرخ مصادر أولية. يمكن اعتبار الأفلام الوثائقية مصدرًا ثانويًا أو مصدرًا أوليًا، اعتمادًا على مقدار تعديل المخرج للمصادر الأصلية.
توفر مكتبة كلية لافاييت ملخصًا للمصادر الأولية في العديد من مجالات الدراسة:

«يختلف تعريف المصدر الأساسي باختلاف التخصص الأكاديمي والسياق الذي يُستخدم فيه.»

- في العلوم الإنسانية، يمكن تعريف المصدر الأساسي بأنه شيء تم إنشاؤه إما خلال الفترة الزمنية التي تتم دراستها أو بعد ذلك من قبل الأفراد الذين يفكرون في مشاركتهم في أحداث ذلك الوقت.
- في العلوم الاجتماعية، يتم توسيع تعريف المصدر الأساسي ليشمل البيانات الرقمية التي تم جمعها لتحليل العلاقات بين الأشخاص والأحداث وبيئتهم.
- في العلوم الطبيعية، يمكن تعريف المصدر الأساسي على أنه تقرير عن النتائج أو الأفكار الأصلية. غالبًا ما تظهر هذه المصادر في شكل مقالات بحثية مع أقسام عن الأساليب والنتائج".

## البحث عن المصادر الأولية
على الرغم من أن العديد من المصادر الأولية لا تزال في يمتلكها القطاع الخاص، إلا أن البعض الآخر موجود في المحفوظات والمكتبات والمتاحف والمجتمعات التاريخية والمجموعات الخاصة. يمكن أن تكون هذه عامة أو خاصة. بعضها تابع لجامعات وكليات، والبعض الآخر كيانات حكومية. قد توجد المواد المتعلقة بمجال واحد في العديد من المؤسسات المختلفة. يمكن أن تكون بعيدة عن المصدر الأصلي للوثيقة. على سبيل المثال، تضم مكتبة هنتنغتون في كاليفورنيا العديد من المستندات من المملكة المتحدة.
في الولايات المتحدة، يمكن استرداد النسخ الرقمية من المصادر الأولية من عدد من الأماكن. تحتفظ مكتبة الكونغرس بالعديد من المجموعات الرقمية حيث يمكن استرجاعها. بعض الأمثلة هي الذاكرة الأمريكية (American Memory) نسخة محفوظة 31 يوليو 2016 على موقع واي باك مشين. و تاريخ أمريكا ‏. تمتلك إدارة المحفوظات والسجلات الوطنية أيضًا مجموعات رقمية في الخزائن الرقمية. تبحث المكتبة العامة الرقمية الأمريكية في مجموعات المصادر الأولية الرقمية للعديد من المكتبات ودور المحفوظات والمتاحف. يحتوي أرشيف الإنترنت أيضًا على مواد مصدر أولية بتنسيقات عديدة.
في المملكة المتحدة، يوفر الأرشيف الوطني بحثًا موحدًا عن الكتالوج الخاص به ومجموعة متنوعة من الأرشيفات الأخرى المدرجة في فهرس الوصول إلى الأرشيف. تتوفر نسخ رقمية من فئات مختلفة من الوثائق في الأرشيف الوطني (بما في ذلك الوصايا) من موقع (DocumentsOnline). تتعلق معظم الوثائق المتاحة بإنجلترا وويلز. تتوفر بعض النسخ الرقمية من المصادر الأولية من الأرشيف الوطني في اسكتلندا ‏. تتيج العديد من مجموعات مكاتب تسجيل المقاطعات في الوصول إلى المحفوظات، بينما يمتلك البعض الآخر كتالوجات خاصة بهم على الإنترنت. توفر العديد من مكاتب السجلات الإقليمية نسخًا رقمية من المستندات.
في مناطق أخرى، قامت أوروبيانا برقمنة المواد من جميع أنحاء أوروبا بينما تحتوي المكتبة الرقمية العالمية وفليكر كومنز على عناصر من جميع أنحاء العالم. لدى تروف (Trove) ‏ مصادر أولية من أستراليا.
معظم مواد المصدر الأولية ليست رقمية ويمكن استعراضها عبر الإنترنت فقط مع سجل أو بالبحث عن المساعدة ‏. يمكن العثور على كل من المواد الرقمية وغير الرقمية من خلال الفهارس مثل الفهرس العالمي(WorldCat)، و كتالوج مكتبة الكونغرس، و كتالوج المحفوظات الوطنية ، وما إلى ذلك.

## قائمة المراجع
- Benjamin، Jules R (2004). A Student's Guide to History. Boston: Bedford/St. Martin's. ISBN:0-312-40356-9.
- Craver، Kathleen W (1999). Using Internet Primary Sources to Teach Critical Thinking Skills in History. Westwood, CT: Greenwood Press. ISBN:0-313-30749-0.
- Wood Gray (1991) [1964]. Historian's Handbook: A Key to the Study and Writing of History. 2nd ed. Waveland Press; 1991. (ردمك 978-0-88133-626-9).
- Marius، Richard؛ Page، Melvin Eugene (2005). A short guide to writing about history. New York: Pearson Longman. ISBN:978-0-321-22716-4.
- Sebastian Olden-Jørgensen (2005). Til kilderne!: introduktion til historisk kildekritik (in Danish). [To the sources: Introduction to historical source criticism]. København: Gads Forlag. (ردمك 978-87-12-03778-1).

## روابط خارجية
Primary sources repositories
- Primary Sources from World War One and Two: War-letters.com Database of mailed letters to and from soldiers during major world conflicts from the Napoleonic Wars to World War Two.
- Fold3.com – Over 60,000,000 Primary Source Documents created by أنسيستري.كوم
- A listing of over 5000 websites describing holdings of manuscripts, archives, rare books, historical photographs, and other primary sources from the جامعة إيداهو.
- Find primary sources نسخة محفوظة 27 فبراير 2020 على موقع واي باك مشين. in the collections of major research libraries using ArchiveGrid
- Shapell Manuscript Foundation Digitalized Primary Sources and Historical Artifacts from 1786 – present
- Sacred Texts.com A collection of religious texts and books from the Internet Sacred Text Archive

All sources repositories
- Wikisource – The Free Library – the مؤسسة ويكيميديا project that collects, edits, and catalogs all النص المصدر  [لغات أخرى]‏s

Essays and descriptions of primary, secondary and other sources
- "Research Using Primary Sources" from the مكتبات جامعة ميريلاند  [لغات أخرى]‏ (accessed 16 Jul 2013)
- "How to distinguish between primary and secondary sources" from the جامعة كاليفورنيا (سانتا كروز) Library
- Joan of Arc: Primary Sources Series – Example of a publication focusing on primary source documents- the Historical Association of Joan of Arc Studies
- Finding Historical Primary Sources from the جامعة كاليفورنيا (بركلي) library
- "Primary versus secondary sources" from the جامعة بولينغ غرين ستيت library
- Finding primary sources in world history from the Center for History and New Media, جامعة جورج ماسون
- Guide to Terminology نسخة محفوظة 10 أكتوبر 2011 على موقع واي باك مشين. used when describing archival and other primary source materials on Archivopedia
- Thehistorysite.org نسخة محفوظة 22 مايو 2009 على موقع واي باك مشين. Links to many online history archival sources.